# Viktor Stauffer

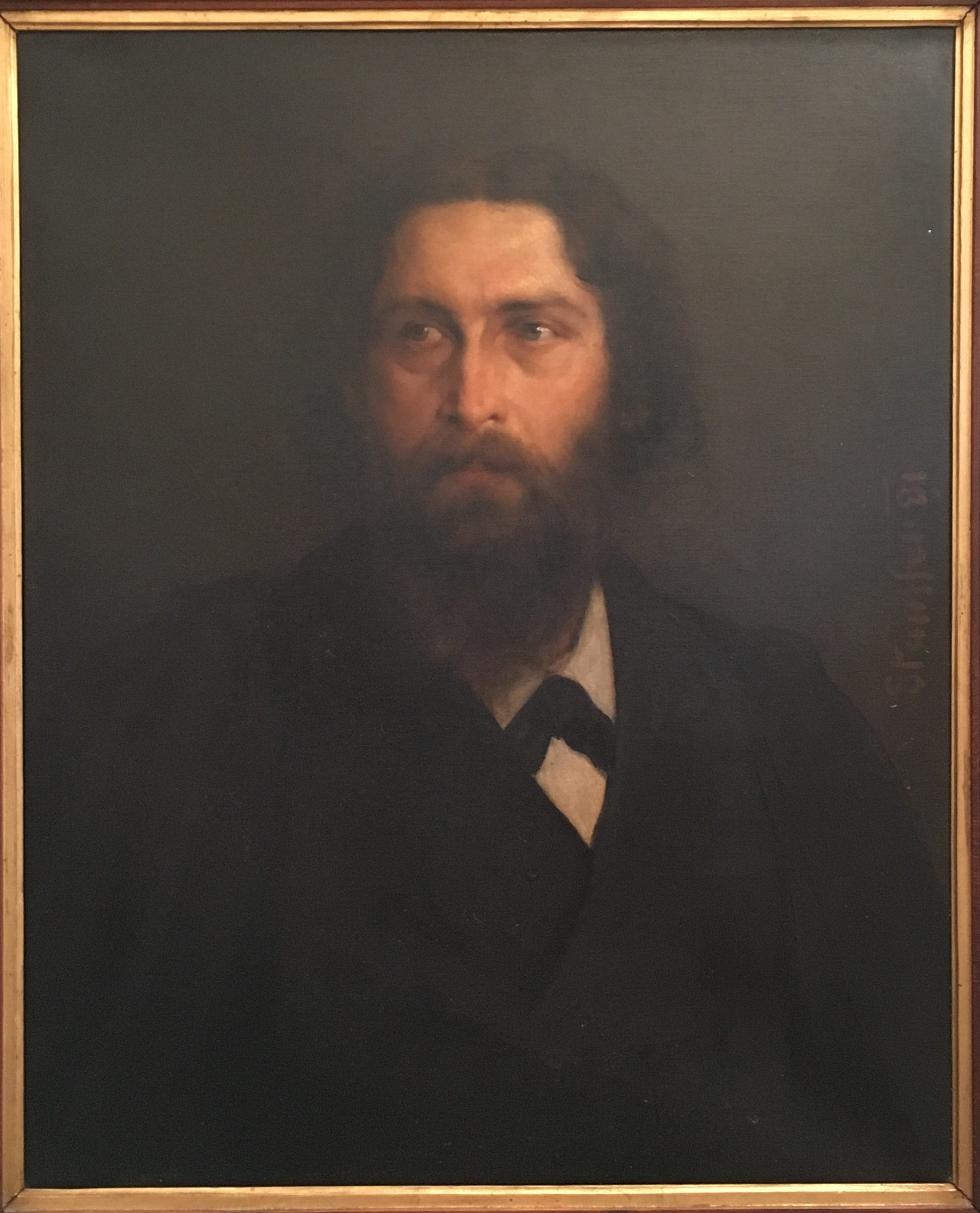
Viktor Stauffer, datiert mit 1881, vermutlich Selbstporträt

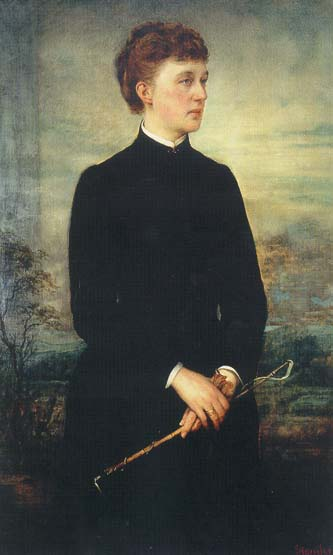
Adelheid Marie von Anhalt-Dessau, Schloss Hohenburg

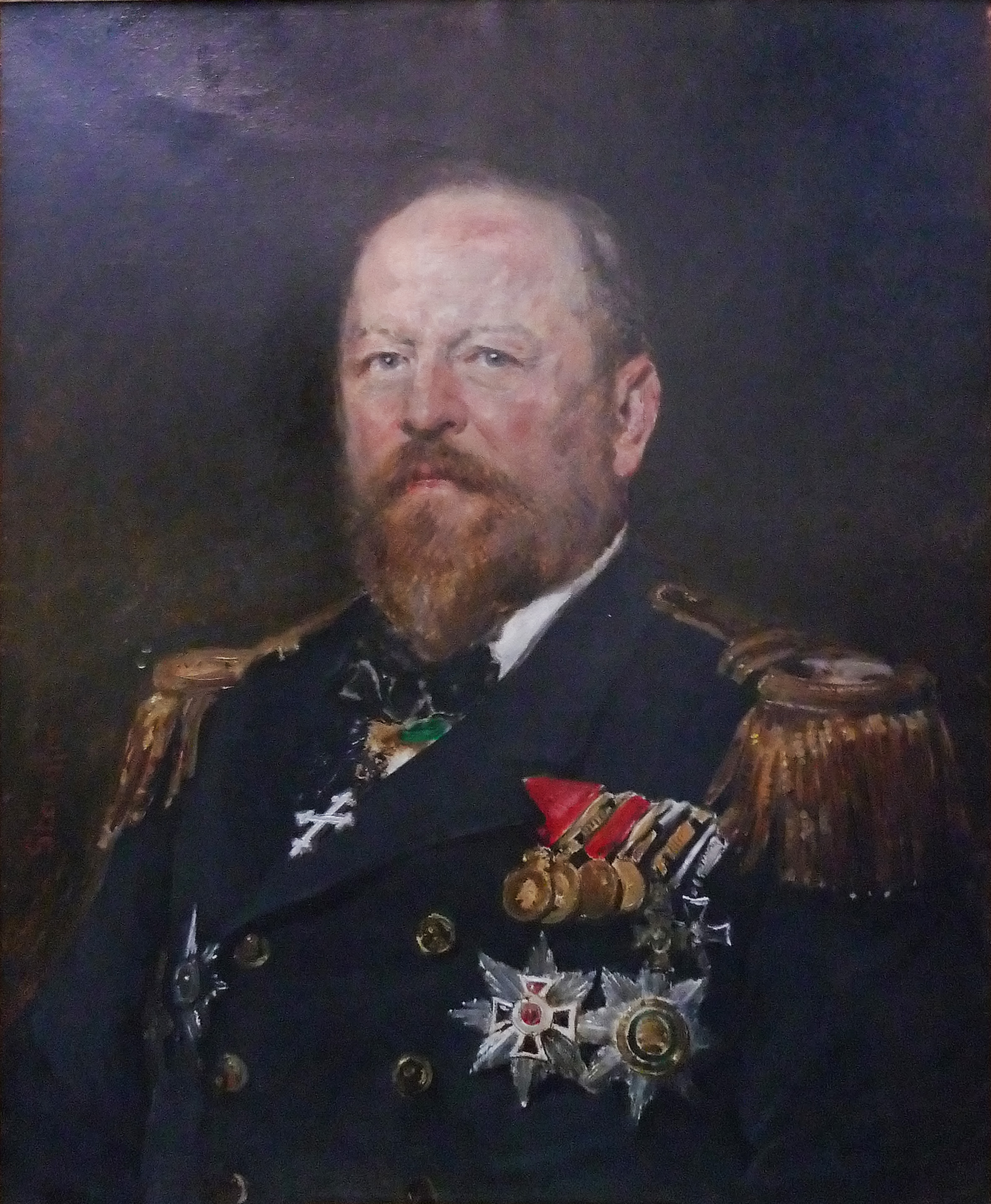
Hermann von Spaun, Heeresgeschichtliches Museum, Wien

Viktor Stauffer (* 20. November 1852 in Wien; † 24. Juli 1934 ebenda) war österreichischer Genre- und Porträtmaler.

## Leben und Werk
Viktor Stauffer studierte Philosophie an der Universität Wien, wechselte später an die Wiener Akademie, wo er Schüler von Christian Griepenkerl wurde. Ab 1880 wurde Stauffer Schüler von Hans Canon, dessen Schwester Marianne er 1882 heiratete. Nach Canons Tod 1885 vollendete Stauffer die Lünetten im Naturhistorischen Museum und die Flügel am Triptychon für den Grafen Wilczek auf dessen Burg Kreuzenstein. 1894 fertigte Stauffer auch ein lebensgroßes Porträt des Grafen Wilczek an, welches sich heute im Heeresgeschichtlichen Museum befindet.
Weiters malte Stauffer ein Deckengemälde für den Großherzog von Luxemburg, Wilhelm III. in dessen Residenz zu Luxemburg. Stauffer malte gelegentlich auch Genrebilder, in späteren Jahren ausschließlich Porträts. 1903 wurde er mit der Großen Goldenen Staatsmedaille, 1917 mit dem Komturkreuz des Franz-Joseph-Ordens ausgezeichnet. Stauffer war in den Kreisen des Wiener Hofadels und des gehobenen Bürgertums ein beliebter Porträtmaler und erhielt eine dementsprechend hohe Zahl an Aufträgen. So malte er u. a. Minister Gustav Kálnoky, den Wiener Bürgermeister Eduard Uhl, den Wiener Weihbischof Hermann Zschokke, den Admiral der Österreichischen Marine Maximilian Daublebsky von Sterneck, den Admiral und späteren k.u.k. Marinekommandant Hermann von Spaun, die Herzogin von Nassau Adelheid Marie von Anhalt-Dessau, den deutschen Kaiser Wilhelm II., sowie Kaiser Franz Joseph I.

## Werke (Auszug)
- Porträt Johann Nepomuk Graf Wilczek. Öl auf Leinwand, 1894, 190 × 90 cm. Heeresgeschichtliches Museum, Wien.
- Porträt Adelheid Marie von Anhalt-Dessau. Öl auf Leinwand, Schloss Hohenburg